# メルキオーレ・デルフィコ

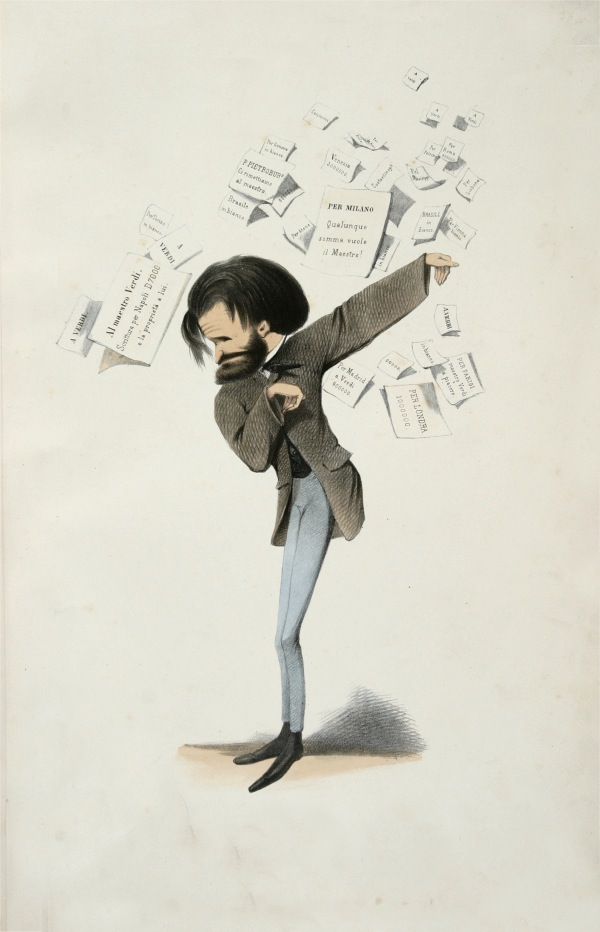
1860年にメルキオーレ・デルフィコが描いたジュゼッペ・ヴェルディ

メルキオーレ・デ・フィリッピス・デルフィコ（Melchiorre De Filippis Delfico、1825年3月28日 - 1895年12月22日）はイタリア生まれのイラストレーター、作曲家、声楽家である。雑誌、「バニティ・フェア」のカリカチュアの画家の一人として知られている。

## 略歴
イタリア中部、テーラモの貴族、デルフィコ家の出身で9人兄弟の一人に生まれた。同名の叔父にナポリ王ジョゼフ・ボナパルトの下で国務顧問として働いた経済学者のメルキオーレ・デルフィコ（Melchiorre Delfico: 1744-1835）がいる。自伝によれば7歳から音楽などを学び、10歳になったころには似顔絵を描くのに興味を持ち、テーラモのパスクオーレ・デラ・モニカ（Pasquale Della Monica;1798-1867）という画家から絵を学んだ。16歳になった1841年にナポリに移り、文学者のアントニオ・ミラベリ（Antonio Mirabelli）のもとで学び、詩を作り絵画も描いたが、音楽への情熱が高く、作詞家のドメニコーニ・ボロネーゼ（Domenico Bolognese）の台本に基づいて「1793年の看守（Il carceriere del 1793）」という作品を作曲し、1845年夏にナポリの劇場（Teatro Nuovo）で初演された。
自伝によれば1847年に父親が亡くなったころから、戯画や似顔絵を売って報酬を得ていたが、まだカリカチュアを描くのは趣味でしかなく、貴族出身のデルフィコにとっては戯画のような仕事で生計をたてることは考えていなかった。1855年にジャーナリストで評論家のヴィンチェンツォ・トレッリ（ Vincenzo Torelli）が創刊したイタリアの絵画雑誌「オムニバス（Omnibus）」に、デルフィコの風刺画が掲載された。デルフィコはこの頃、2つの劇を作曲し、上演した。
作曲家のジュゼッペ・ヴェルディ（1813-1901）が1857年に「シモン・ボッカネグラ」の上演のためにナポリを訪れた時、デルフィコの叔父のジェノヴェーゼ男爵に紹介されてデルフィコはヴェルディと知り合い、友人となり、ヴェルディの似顔絵を描いた。
1860年代にロンドンに移り、パンチ誌で働いたと言われているが確かではない。 1870年代前半に、ロンドンの雑誌、「バニティ・フェア」のカリカチュアを制作したが1870年代の後半には興味を失い、指揮者などの音楽家の生活の戻ったが、カルロ・ペレグリーニ（1839-1889）らの後に「バニティ・フェア」にカリカチュアを描いたイラストレーターに影響を与えた。
1895年にイギリスのポーツマスで亡くなった。

## 作品

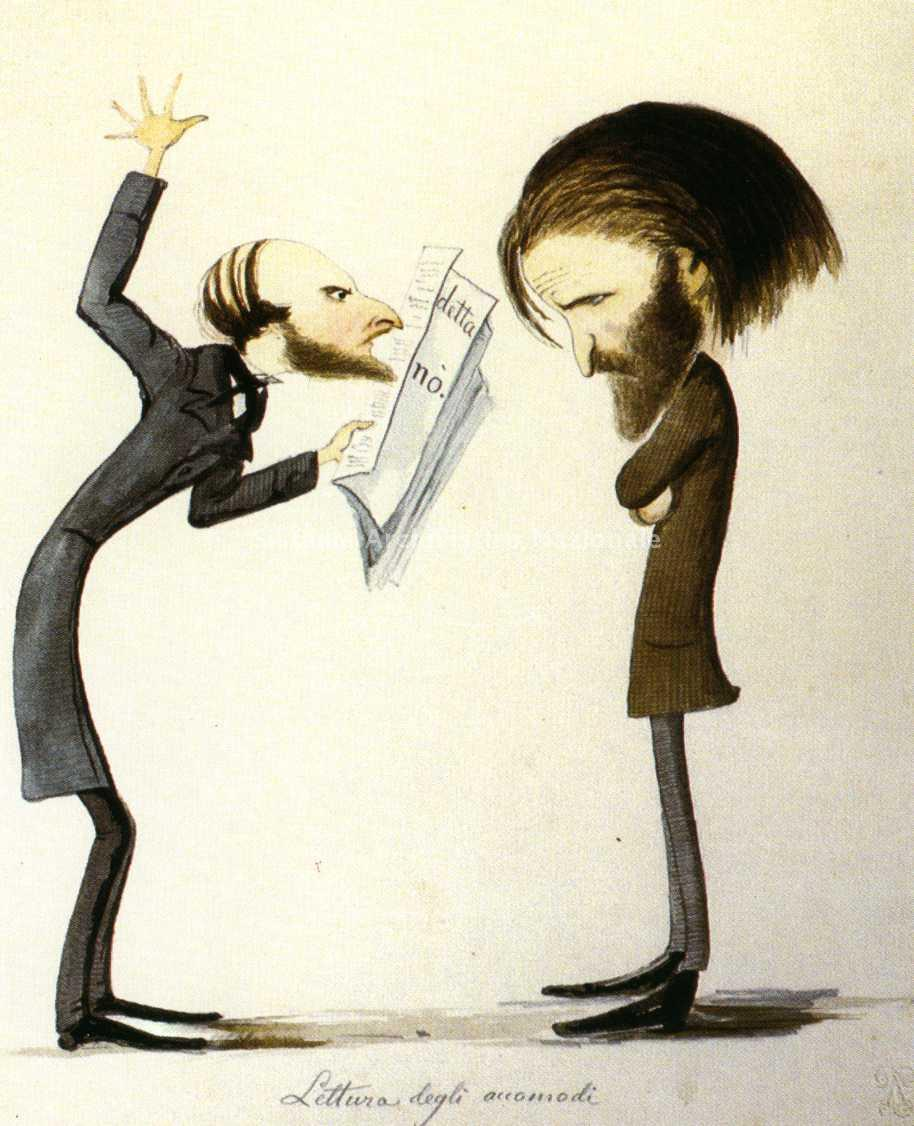
ヴェルディとナポリの検閲官
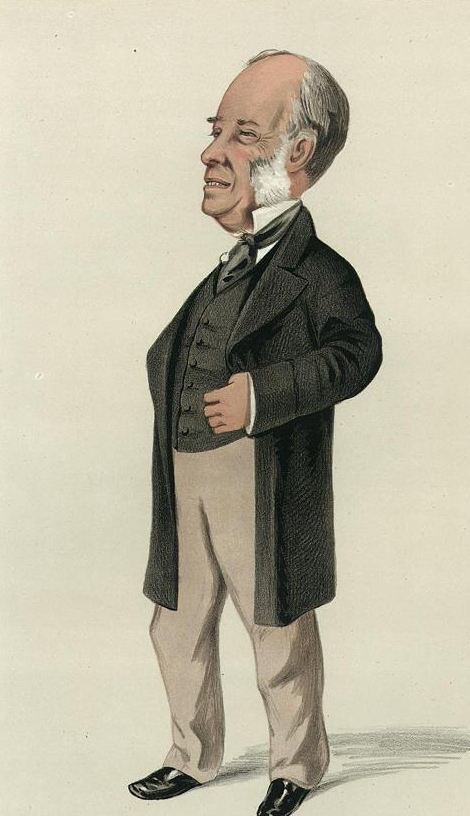
Sir Gabriel Goldney（政治家）1872年の「バニティ・フェア」から
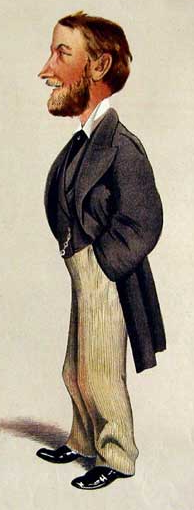
10代セント・オールバンズ公 1873年の「バニティ・フェア」から